# Szlovák oravka
Az oravka Szlovákiából származó tyúkfajta.

## Fajtatörténet
A mai Szlovákia északi részén tenyésztették ki a fajtát. Népszerű a Keleti-Kárpátok ukrajnai részén is.

## Fajtabélyegek, színváltozatok
Feje közepesen nagy, gyengén ívelt, taraja rózsás, mérsékelten borsózott. Arca piros, szemek rózsaszínűek pirosba hajlóan. Füllebenye ovális és nem túl nagy, piros színű. Nyaka közepesen hosszú, feszes, egyenes, bőséges tollazattal. Melltájék mély, tömör, szépen gömbölyített. A törzs közepesen hosszú, és arányait tekintve széles. A hát széles, a torok felé mérsékelten emelkedő. A has széles. Combok erősek, izmosak. Csüd színe sárga.
Színváltozatok: Borsárga és fehér.

## Tulajdonságok
Amellett, hogy viszonylag jó tojástermelő fajtáról van szó, nagyon jó kotlási hajlam jellemzi őket.
| Általános tulajdonságok: | Általános tulajdonságok:      |
| ------------------------ | ----------------------------- |
| Súlya                    | kakas 3-3,5 kg, tojó 2,5–3 kg |
| Gyűrűmérete              | kakas 22, tojó 20             |
| Tenyésztojás tömege      | 55 g                          |
| Tojáshéj színe           | barnás                        |
| Éves tojáshozama         | 180-200 db                    |